# حامل الإبر
حامل الإبر (الاسم العلمي: Rhaphidophora)، جنس نباتات مُزهرة من فصيلة اللوفية. توجد من أفريقيا الاستوائية شرقًا عبر منطقة ماليزيا (إحدى العوالم الاحيائية) وأسترالاسيا إلى غرب المحيط الهادئ. يتألف الجنس من قرابة 100 نوع.